# María de los Ángeles Sacnun
María de los Ángeles Sacnun (17 de agosto de 1970, Firmat, Santa Fe, Argentina) es una  política, abogada y mediadora de Argentina. Ocupó el cargo de senadora de la Nación Argentina durante el período 2015 - 2021.

## Trayectoria
Estudió abogacía en la Universidad Nacional de Rosario logrando recibirse de abogada, además realizó estudios de mediación y estudios de postgrado en derecho público y privado.
Integró organizaciones estudiantiles secundarias y universitarias ocupando diferentes cargos representativos.
En su ciudad natal fue concejal, participó en la creación de la Red Solidaria Firmat, integró el partido Justicialista de esa localidad ejerciendo el cargo de secretaria de Prensa y Difusión y posteriormente el de congresal nacional y provincial.
Fue elegida Senador Nacional por la provincia de Santa Fe en el período 2015-2021.
En 2018, en el debate por la legalización del aborto en Argentina se posicionó a favor de la sanción de la ley.
| Comisiones que integra la senadora Sacnun                                           | Cargo      |
| ----------------------------------------------------------------------------------- | ---------- |
| Comisión de Asuntos Constitucionales                                                | Presidenta |
| Comisión de Justicia y Asuntos Penales                                              | Vocal      |
| Comisión de Legislación General                                                     | Vocal      |
| Comisión de Economías Regionales, Economía Social, Micro, Pequeña y Mediana Empresa | Vocal      |
| Banca de la Mujer                                                                   | Vocal      |